# Vincent J. McMahon
Vincent James McMahon, más conocido como Vince McMahon, Sr. (Nueva York, 6 de julio de 1914 - North Miami, 24 de mayo de 1984) fue un promotor de lucha libre profesional estadounidense. Es más conocido por fundar la empresa estadounidense de lucha libre World Wrestling Federation.

## Inicios y carrera
Vincent James McMahon nació el 6 de julio de 1914. Su padre, Roderick James "Jess" McMahon fue un exitoso boxeador y trabajó junto al promotor del Madison Square Garden Tex Rickard, y su madre Diane Banks era una diseñadora de Inglaterra. Tenía un hermano mayor, Roderick Jr. y una hermana pequeña, Dorothy. Vio el enorme potencial de la industria de la lucha libre tras la Segunda Guerra Mundial, especialmente con la televisión y la necesidad de nuevos programas. Similar al boxeo, la lucha libre se desarrollaba en un ring con una o dos cámaras y los estadios eran estudios de televisión. 
El grupo de McMahon, la Capitol Wrestling Corporation (después la World Wide Wrestling Federation) dominó en el campo de la lucha libre en las décadas de los 50 y los 60 en el noreste americano. Tuvo un buen ojo para captar talentosos luchadores para las peleas, así como historias para entretener a los fans.
McMahon vendió su empresa a su hijo, Vincent Kennedy McMahon y su compañía Titan Sports, Inc. Su hijo transformó su compañía en uno de los prominentes exponentes del entretenimiento deportivo. Hoy es conocida como WWE, Inc.. Los nietos de Vince McMahon Sr., Shane McMahon y Stephanie McMahon también trabajan para la compañía.
Tuvo un hijo mayor llamado Roderick McMahon Jr. nacido en 1943 y fallecido en el 2021.
El 24 de mayo de 1984 falleció por cáncer.
Fue introducido en el WWE Hall of Fame en 1996 por su nieto Shane McMahon.

## Logros
- World Wide Wrestling Federation / Federation
  - Fundador de la (World Wide Wrestling Federation / Entertainment / WWE) (1963)
  - WWF Hall of Fame (Clase de 1996)
- Otros logros
  - Madison Square Garden Hall of Fame (Clase de 1984)